# Schloss Vestenbergsgreuth
Schloss Vestenbergsgreuth ist ein ehemaliges Schloss im Ort Vestenbergsgreuth im mittelfränkischen Landkreis Erlangen-Höchstadt.

## Geschichte
1525 wurde der im 14/15. Jahrhundert erbaute Adelssitz im Bauernkrieg zerstört. Von 1784 bis 1786 erfolgte die Errichtung eines Neubaus auf den älteren Grundmauern. Das Rittergut Vestenbergsgreuth und der umliegende Ort waren bis zu ihrem Aussterben 1687 im Besitz der Herren von Vestenberg, seit 1756 dann der Familie Holzschuher von Harrlach.

## Baubeschreibung
Das Schloss in Vestenbergsgreuth ist ein Mansarddachbau aus Sandsteinquadern inklusive Eckpilastern, bezeichnet „1785“.

## Denkmaldaten
- Das Schloss selbst ist unter der Nummer "D-5-72-159-4" und mit der Beschreibung "Ehem. Schloss, zweigeschossiger Mansardhalbwalmdachbau, Sandsteinquader mit Eckpilastern, errichtet von den Herren Holzschuher, bez. 1785, unter Verwendung des älteren Kerns aus dem 14./15. Jh." als Baudenkmal geschützt.[1]

- Die untertägigen Strukturen und das umgebende Gelände des Schlosses ist unter der Nummer "D-5-6329-0089" mit der Beschreibung "Mittelalterliche und frühneuzeitliche Befunde im Bereich des Schlosses und Schlosshofes von Vestenbergsgreuth" als Bodendenkmal geschützt.[2]